# ITunes Festival: London 2007 (Mika)
iTunes Festival: London 2007 è un EP del cantante pop Mika rilasciato il 28 agosto 2007.

## Tracce
1. Relax, Take It Easy – 4:17
2. Big Girl (You Are Beautiful) – 4:19
3. My Interpretation – 3:10
4. Billy Brown – 3:24
5. Any Other World – 3:34
6. Stuck In the Middle – 4:25
7. Sweet Dreams (Are Made of This) – 4:22
8. Love Today – 6:52
9. Grace Kelly – 3:23